# Johann Heinrich Waser (Statistiker)

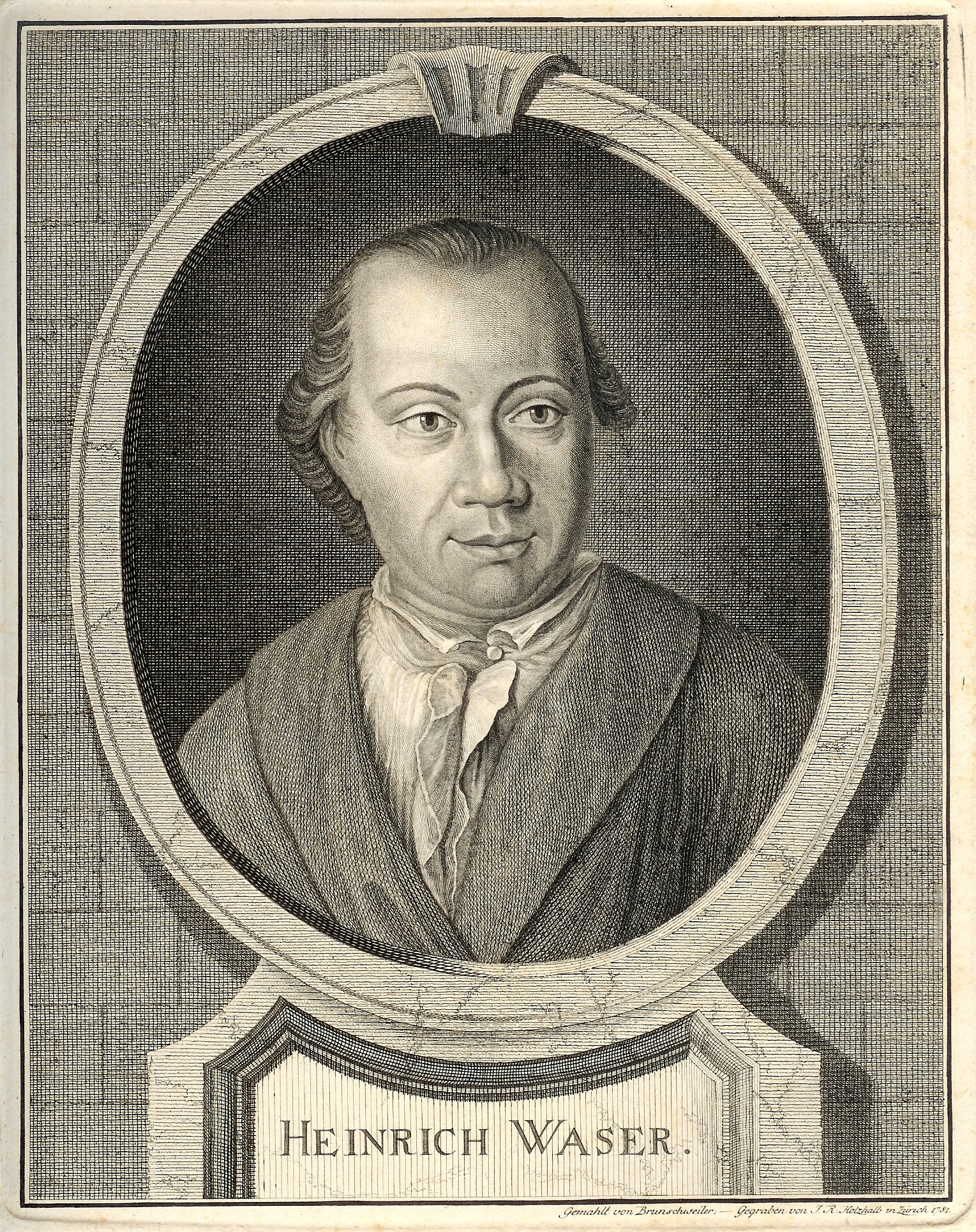
Johann Heinrich Waser der Statistiker, von J. R. Holzhalb nach Brunschweiler

Johann Heinrich Waser, auch Heinrich Waser (* 1. April 1742 in Zürich; † hingerichtet 27. Mai 1780 ebenda), war ein Schweizer Pfarrer, Statistiker, Volkswirt und Aufklärer.
Seine Hinrichtung durch die Zürcher Obrigkeit wegen der Veröffentlichung angeblich geheimer Statistiken wurde in Europa als Justizskandal aufgefasst. Wasers Schriften zählen heute zu den Grundlagen der Statistik. Sie enthalten auch wertvolles Forschungsmaterial zur Gesellschaft der alten Schweiz.

## Leben
Johann Heinrich Waser wurde am 1. April 1742 als Sohn einer wohlhabenden Zürcher Bäckerfamilie geboren. Bereits in der Schulzeit zeigte er besondere Neigungen zur Mathematik, Physik und Geschichte. Er wurde als von aufbrausendem Wesen und einer Neigung zum Necken und Höhnen beschrieben.
Trotz vorübergehender Zweifel entschloss sich Waser zu einem Theologiestudium. Am 9. November 1764 erhielt er die Ordination. Am 5. April 1770 wurde er zum Pfarrer der Filiale zum Kreuz gewählt, welche die damals selbstständigen Gemeinden und heutigen Stadtquartiere Hottingen, Hirslanden und Riesbach umfasste.
In der Hungerperiode 1770/71 setzte sich Waser für verarmte Gemeindemitglieder ein und verwendete dazu beträchtliche Summen seines eigenen Vermögens. Waser geriet aber wegen der Anprangerung finanzieller Unregelmässigkeiten der Gemeindemitglieder in einen Streit mit den Vorgesetzten und den Vögten, der zu einem Prozess führte. Waser konnte die unterstellten Unterschlagungen im Prozess nicht beweisen und wurde am 14. Februar 1774 vom Pfarrdienst suspendiert. Ein Gesuch zur Auswanderung nach Österreich wurde abgelehnt.
Waser beschäftigte sich bereits während seiner Amtszeit an der Filiale zum Kreuz mit dem Ausarbeiten und Erstellen von Statistiken. Diese Tätigkeit und insbesondere Veröffentlichungen, wie zur Bevölkerungsstatistik Berns oder zum Geldumlauf, wurden von der Zürcher Obrigkeit nicht gerne gesehen. Waser galt als Zahlenjongleur von kleinlichem, aggressivem und rechthaberischem Wesen. Eine weitere Schwäche war seine Neigung zu «Gelehrtendiebstählen», worunter man Bücherdiebstähle verstand.

### Prozess und Hinrichtung
1780 wurde Waser verhaftet, da er Zahlenmaterial und eine Dokumentation mit dem Titel Schweizer-Blut und Franz-Geld, politisch gegeneinander abgewogen nach Göttingen weitergegeben hatte. Bei einer Hausdurchsuchung fanden sich eine Urkunde aus dem Staatsarchiv und entwendete Bücher aus Zürcher Bibliotheken, aus denen Waser zum Teil Seiten und Abschnitte herausgetrennt hatte.
Es folgte eine Anklage wegen eines begangenen und eines mutmasslich beabsichtigten Pressevergehens, der Entwendung, Aneignung und Vernichtung von Urkunden. Erschwerend wirkte sich die ungeschickte Verteidigung aus, sowie Wasers Aussage, er sehe keine Verbindlichkeit gegenüber Obrigkeit und Vaterland. Man versuchte auch, ihn als den Verursacher der sogenannten Abendmahlsvergiftung vom Bettag 1776 zu überführen, was jedoch nicht gelang. Mit zwölf zu acht Stimmen Mehrheit wurde Waser aufgrund des erwiesenen Geheimnisverrates zum Tod durchs Schafott verurteilt. Er wurde am 27. Mai 1780 hingerichtet. Johann Kaspar Lavater predigte am Tag nach der Hinrichtung zum Thema Wissenschaftsdünkel.
Wasers Hinrichtung war in Zürich umstritten. Im aufgeklärten, die Schweiz umgebenden Europa nahm man diesen sogenannten Waser-Handel mit Entsetzen zur Kenntnis.
Publikationen zu diesem Justizskandal erschienen bis weit in das folgende Jahrhundert.

## Schriften
- Abhandlung über die Größe der ganzen Lobl. Eydgenossenschaft überhaupt und des Cantons Zürich insonderheit. Ohne Drucker und ohne Ort, 1775.
- Betrachtungen über die zürcherischen Wohnhäuser, vornehmlich in Absicht auf die Brandkassen und Buergerprotokoll. Ohne Drucker und Ort, 1778.
- Abhandlung vom Geld. Orell, Gessner, Fuesslin und Compagnie, Zürich 1778.
- Historisch diplomatisches Jahrzeitbuch. Orell, Gessner, Fuesslin und Compagnie, Zürich 1779.